# Sigma2 Gruis
Sigma2 Gruis (σ2 Gruis, förkortat Sigma2 Gru, σ2 Gru) som är stjärnans Bayerbeteckning, är en dubbelstjärna  belägen i den mellersta delen av stjärnbilden Tranan. Den har en kombinerad skenbar magnitud på 5,86 och är synlig för blotta ögat där ljusföroreningar ej förekommer. Baserat på parallaxmätning inom Hipparcosuppdraget på ca 15,2 mas, beräknas den befinna sig på ett avstånd på ca 215 ljusår (ca 66 parsek) från solen. Stjärnparet hade en vinkelseparation på 2,7 bågsekunder vid en positionsvinkel på 265° år 1991.

## Egenskaper
Primärstjärnan Sigma2 Gruis A är en blå till vit stjärna i huvudserien av spektralklass A1 V. Den har en massa som är ca 2,2 gånger större än solens massa, en radie som är ca 1,8 gånger större än solens och utsänder från dess fotosfär ca 18 gånger mera energi än solen vid en effektiv temperatur av ca 9 500 K.